# Журавльов Володимир Петрович
Володимир Петрович Журавльов (нар. 1942) — український радянський діяч, голова колгоспу «Победа» Новоазовського району Донецької області. Депутат Верховної Ради УРСР 11-го скликання.

## Біографія
Народився в родині шахтаря. Батько загинув на фронтах Другої світової війни в 1945 році.
З 1960 року — робітник-газоелектрозварювальник Таганрозького комбайнового заводу Ростовської області РРФСР. Служив у Радянській армії.
Освіта вища. Закінчив Донський сільськогосподарський інститут.
У 1970—1975 роках — ветеринарний лікар, заступник голови колгоспу «Победа» села Козацьке Новоазовського району Донецької області.
Член КПРС з 1973 року.
З 1975 року — голова колгоспу «Победа» села Козацьке Новоазовського району Донецької області.
Потім — на пенсії.

## Нагороди
- ордени
- медалі